# San Fabián
San Fabián este o comună din provincia Ñuble, regiunea Bío Bío, Chile, cu o populație de 3.780 locuitori (2012) și o suprafață de 1568,3 km2.